# Hypnotised
"Hypnotised" é uma canção da banda britânica Coldplay, gravada para o seu décimo terceiro extended play (EP) Kaleidoscope. Foi composta pelos integrantes Chris Martin, Guy Berryman, Jonny Buckland, Will Champion e produzida por Rik Simpson e Bill Rahko. A faixa foi lançada em 2 de março de 2017, através da Parlophone, servindo como single promocional do projeto.

## Faixas e formatos
| Download digital |              |         |  |
| N.º              | Título       | Duração |  |
| 1.               | "Hypnotised" | 5:55    |  |

## Desempenho nas tabelas musicais

### Posições
| Tabela musical (2017)                                   | Melhor posição |
| ------------------------------------------------------- | -------------- |
| Canadá (Canadian Hot 100)                               | 81             |
| Escócia (Scottish Singles Chart)                        | 37             |
| Espanha (PROMUSICAE)                                    | 16             |
| Estados Unidos (Billboard Bubbling Under H. 100)        | 12             |
| Estados Unidos (Billboard Hot Rock & Alternative Songs) | 8              |
| França (SNEP)                                           | 21             |
| Irlanda (IRMA)                                          | 100            |
| Itália (FIMI)                                           | 52             |
| Nova Zelândia (RMNZ)                                    | 1              |
| Reino Unido (UK Singles Chart)                          | 70             |
| Suíça (Schweizer Hitparade)                             | 45             |